# ГЕС Yínpán
ГЕС Yínpán (银盘水电站) — гідроелектростанція у центральній частині Китаю в провінції Чунцін. Знаходячись після ГЕС Пеншуй, наразі становить нижній ступінь каскаду на річці Уцзян — великій правій притоці Янцзи.
У межах проєкту річку перекрили бетонною греблею висотою 79 метрів та довжиною 590 метрів. Вона утримує водосховище з об'ємом 320 млн м3 і припустимим коливанням рівня поверхні в операційному режимі між позначками 211,5 та 215 метрів НРМ (під час повені до 225,5 метра НРМ).
Інтегрований у греблю машинний зал обладнали чотирма турбінами типу Каплан потужністю по 150 МВт, які використовують напір від 13 до 35 метрів (номінальний напір 27 метрів) та забезпечують  виробництво 2708 млн кВт·год електроенергії на рік.